# Bjarni
Cette page présente le prénom Bjarni ainsi que ses variantes.
Bjarni est un prénom masculin islandais dérivé du vieux norrois bjǫrn « ours ». C'est la variante islandaise du prénom dano-norvégien Bjørn et du prénom suédois Björn. Le prénom Bjarni se rencontre également dans les autres pays nordiques, notamment aux îles Féroé.
Il est à l'origine du patronyme islandais Bjarnason signifiant « Fils de Bjarni ».

## Personnalités historiques portant ce prénom
- Bjarni gullbrárskáld, scalde islandais du XIe siècle ;
- Bjarni Herjólfsson, navigateur islandais du Xe siècle connu pour être le premier Européen à avoir aperçu le continent américain.

## Autres personnalités portant ce prénom
- Bjarni Benediktsson (1908–1970), homme politique islandais ;
- Bjarni Benediktsson (né en 1970), homme politique islandais ;
- Bjarni Friðriksson (né en 1956), judoka islandais ;
- Bjarni Fritzson (né en 1980), joueur de handball islandais ;
- Bjarni Ólafur Eiríksson (né en 1982), joueur de football islandais ;
- Bjarni Tryggvason (né en 1945), spationaute canadien d'origine islandaise ;
- Bjarni Viðarsson (né en 1988), joueur de football islandais.

- Pour l'ensemble des articles sur les personnes portant ce prénom, consulter :
  - la liste des articles dont le titre commence par ce prénom
  - les listes produites par Wikidata : Liste des personnes de prénom « Bjarni » — même liste en incluant les éventuels prénoms composés qui contiennent « Bjarni ».